# デンゲイ
デンゲイ（ンデゲイとも。Ndengei）またはデゲイ (Degei) とは、フィジーの創造神である。蛇神で、虹蛇とも言われている。
デンゲイ（ンデゲイ）はナカウヴァンドラ（カウヴァンドラ）の山に住んでいるとされていた。デンゲイの目覚めによって夜明けとなり、デンゲイが眠ることで夜になると考えられていた。また、デンゲイが住み処の洞窟内で動いたり体の向きを変えたりすると地震が起きるとされた。あるいはデンゲイ（デゲイ）はあまりに巨大であり、空を住みかとしていたとも伝えられている。
デンゲイは根の神々ロウ・ヴ (kalou-vu) 族の首領でもあった。

## 伝説
デンゲイ（ンデゲイ）にはロコモウトゥという息子がいた。ロコモウトゥはデンゲイに命じられ、海底の土を削り取って大地を作り上げた。
ある日デンゲイが卵を産むと、やがてその卵から息子のロコラ、娘のウトという人間が生まれた。デンゲイは他にカウサムバリアら多くの息子を産んだ。デンゲイはヤムイモなどを子らに与えて育て、火の作り方などさまざまな技術を子らに授けた。伝承によっては、デンゲイ（デゲイ）はトゥルカワという名の鷹が産んだ卵を見つけてこれを温め、二人の男女を孵らせたという。
デンゲイは、成長したロコラとカウサムバリアとに大きな船を与え、フィジーの島々の支配を命じた。ロコラは「船大工族」の首長となった。彼らが築いた町ナンダヴェアにはデンゲイがしばしば訪れて、多くの知識を授けたため、船大工族は他の部族より豊かな暮らしを送れるようになった。しかし彼らは次第に傲慢になり、自分達が支配した他部族の人々を働かせて、自分達は働かなくなり、朝も遅くまで寝ているようになった。事態を知ったデンゲイがロコラとカウサムバリアを叱責したが、二人はデンゲイを目覚めさせる鳩を殺害した上にデンゲイと戦う意志を示した。ついにデンゲイは怒り、ナンダヴェアの町を水没させ、ロコラらを水に沈めた。生き残った二千人ほどの船大工族は、かつて支配していた部族の土地であるバウやカンダヴに逃れてそこで奴隷となったり、レワ川の周辺に住み処を求めたりした。
デンゲイのいた洞窟の入り口に生えていたイチジクの木は、ある時、根ごと抜けて流されてある岩礁に流れ着いた。その岩礁は根に付いていた土によって島に成長し、やがてフィジーの人々が住み着いて、ヴァトゥ＝レレ島と呼ばれるようになったという。